# Língua uolofe
A língua uolofe (em uolofe: Wolof ou وࣷلࣷفْ) é um idioma falado na região da Senegâmbia, principalmente no Senegal e na Gâmbia, mas também na Mauritânia, na Guiné-Bissau e no Mali.
Possui um total de falantes nativos de em torno de 7,6 milhões, enquanto seus falantes como segunda língua alcançam um total de 15,5 milhões, resultando em uma população falante de aproximadamente 23 milhões. A maior parte de seus falantes nativos são uolofes, população essa que vive na região sengambiana. Em 2001, o Senegal oficializou o uolofe e outras cinco línguas do país, além do francês, já convencionado como língua oficial.
É uma língua ativa, pertencendo à família das línguas atlântico-congolesas, parte da família nígero-congolesa. Distingue-se, no entanto, de outras línguas dessa família ao não ser tonal, assemelhando-se a outras línguas senegambianas. Existe, ainda, a língua uolofe gambiana, distinta do uolofe e mais restrita a seu país de origem. Do ponto de vista tipológico, sua morfologia é aglutinante, possuindo um rico inventário de classes nominais.
O uolofe é notório por sua forte tradição oral. Adotou, ao longo dos séculos, diversos sistemas de escrita, na tentativa de registrar a língua e cultura desse povo. Foi empregada, primeiramente, uma versão adaptada da escrita árabe, chamada de Uolofal, que mesmo tendo sido substituída em registros formais, ainda é utilizada por pessoas de idade mais avançada. Hodiernamente, emprega-se o alfabeto latino adaptado para registrar a língua, baseado no Alfabeto Fonético Internacional (AFI). Existe, também, a escrita garay, criada especificamente para línguas africanas, mas que ainda não obteve reconhecimento generalizado.

## Etimologia
A origem do termo uolofe (wolof, na língua) é endônima, porém incerta. A principal hipótese é que wolof é derivado de jolof, palavra que indicava a região de Lof, dominada, durante o século XIV, pelo Império Jolof (em português, Uolofe). Assim, cunhou-se o lexema waalof, isso é, habitantes de Lof. Esse termo tornou-se, ao longo do tempo, wolof. O uolofe é uma das poucas línguas subsaarianas a ter recebido estudos linguísticos extensivos, tanto pelos próprios uolofes, como pelos colonizadores franceses. Por isso, não há muitos exônimos de wolof, visto que a academia francesa adotara, desde o início das pesquisas, o termo endônimo, espalhando-o pelo mundo. A pouca variação exônima que existe acerca da palavra é fonológica, configurando exotopônimos, palavras formadas  por alterações fonéticas a um endônimo. Em língua portuguesa, por exemplo, o termo é aportuguesado de diferentes formas, como uolofe, uólofe ou jalofo.  Em francês, era escrito ouolof, enquanto era grafado em inglês como wollof. Contudo, convencionou-se, com o tempo, o endônimo wolof nesses países.

## Classificação
A língua uolofe é parte da família nígero-congolesa, dentre a qual configura-se como atlântico-congo, e, mais especificamente, setentrional e senegambiana. Seu parente mais próximo é a língua uolofe gambiana, mas a língua é também relacionada ao fula e ao sererê. O tronco senegambiano, especialmente, destaca-se por não ser tonal, diferente de outras línguas nígero-congolesas.  Características comuns dessas línguas são a mutação consonantal e as classes nominais.
A filogenética linguística da família senegambiana é, no entanto, disputada. A teoria convencional, defendida por linguistas como David Sapir, divide a língua em dois troncos: fula-uolofe e as línguas bak, como no cladograma abaixo:
|  | Fula (Fulani) |
|  |               |
|  | Sererê        |
|  |               |

| Tenda | \| \| Bassari–Bedik \| \| \| \| \| \| Wamey, Bapeng † \| \| \| \| |
|       | \| \| Bassari–Bedik \| \| \| \| \| \| Wamey, Bapeng † \| \| \| \| |
|       | Jaad (Beafada, Badjara)                                           |
|       |                                                                   |
|       | Bassari–Bedik                                                     |
|       |                                                                   |
|       | Wamey, Bapeng †                                                   |
|       |                                                                   |

|  | Bassari–Bedik   |
|  |                 |
|  | Wamey, Bapeng † |
|  |                 |

|  | Kasanga, Kobiana |
|  |                  |
|  | Banyum           |
|  |                  |

|  | Fula (Fulani) |
|  |               |
|  | Sererê        |
|  |               |

| Tenda | \| \| Bassari–Bedik \| \| \| \| \| \| Wamey, Bapeng † \| \| \| \| |
|       | \| \| Bassari–Bedik \| \| \| \| \| \| Wamey, Bapeng † \| \| \| \| |
|       | Jaad (Beafada, Badjara)                                           |
|       |                                                                   |
|       | Bassari–Bedik                                                     |
|       |                                                                   |
|       | Wamey, Bapeng †                                                   |
|       |                                                                   |

|  | Bassari–Bedik   |
|  |                 |
|  | Wamey, Bapeng † |
|  |                 |

|  | Kasanga, Kobiana |
|  |                  |
|  | Banyum           |
|  |                  |

|  | Fula (Fulani) |
|  |               |
|  | Sererê        |
|  |               |

| Tenda | \| \| Bassari–Bedik \| \| \| \| \| \| Wamey, Bapeng † \| \| \| \| |
|       | \| \| Bassari–Bedik \| \| \| \| \| \| Wamey, Bapeng † \| \| \| \| |
|       | Jaad (Beafada, Badjara)                                           |
|       |                                                                   |
|       | Bassari–Bedik                                                     |
|       |                                                                   |
|       | Wamey, Bapeng †                                                   |
|       |                                                                   |

|  | Bassari–Bedik   |
|  |                 |
|  | Wamey, Bapeng † |
|  |                 |

|  | Kasanga, Kobiana |
|  |                  |
|  | Banyum           |
|  |                  |

|  | Fula (Fulani) |
|  |               |
|  | Sererê        |
|  |               |

| Tenda | \| \| Bassari–Bedik \| \| \| \| \| \| Wamey, Bapeng † \| \| \| \| |
|       | \| \| Bassari–Bedik \| \| \| \| \| \| Wamey, Bapeng † \| \| \| \| |
|       | Jaad (Beafada, Badjara)                                           |
|       |                                                                   |
|       | Bassari–Bedik                                                     |
|       |                                                                   |
|       | Wamey, Bapeng †                                                   |
|       |                                                                   |

|  | Bassari–Bedik   |
|  |                 |
|  | Wamey, Bapeng † |
|  |                 |

|  | Kasanga, Kobiana |
|  |                  |
|  | Banyum           |
|  |                  |

Assim, o uolofe encontra-se em uma categoria distinta dentro das línguas Fula-Uolofe, não sendo particularmente relacionada com alguma outra língua do grupo (exceto o uolofe gambiano). Por um descaso bibliográfico de Wilson, em 1989,  houve uma confusão entre o uolofe e o sererê, relacionando o uolofe ao fula erroneamente. Essa informação errada tornou-se notória na bibliografia sobre a língua, pelo alto número de citações à análise de dados feita por Wilson. Em 2010, Guillaume Segerer corrige essa informação, corroborando a teoria de Sapir. Enquanto todas as três línguas possuem classes nominais, existe uma classe específica restrita ao fula-sererê, que confirmou tal tese.
Há, ainda, discordâncias sobre a existência de um tronco senegambiano. Um artigo mais recente, liderado por Harald Hammarström em 2023 e publicado pelo Instituto Max Planck de Antropologia Evolutiva, apresentou outra subdivisão para as línguas atlântico-congo, formado o chamado tronco atlântico centro-norte, que adicionou mais línguas ao tronco, mas reduziu as relações próximas entre outras línguas e o uolofe, propondo relação ainda menor entra a língua e o fula-sererê:
|  | Línguas bak |
|  |             |
|  | Bijagó      |
|  |             |

|  | Fula   |
|  |        |
|  | Sererê |
|  |        |

|  | Beafada      |
|  |              |
|  | Jaad-Badjara |
|  |              |

|  | Bassari-bedik |
|  |               |
|  | Wamey         |
|  |               |

|     | Banyum                                              |
|     |                                                     |
| Buy | \| \| Kasanga \| \| \| \| \| \| Kobiana \| \| \| \| |
|     | \| \| Kasanga \| \| \| \| \| \| Kobiana \| \| \| \| |
|     | Kasanga                                             |
|     |                                                     |
|     | Kobiana                                             |
|     |                                                     |

|  | Kasanga |
|  |         |
|  | Kobiana |
|  |         |

|     | Banyum                                              |
|     |                                                     |
| Buy | \| \| Kasanga \| \| \| \| \| \| Kobiana \| \| \| \| |
|     | \| \| Kasanga \| \| \| \| \| \| Kobiana \| \| \| \| |
|     | Kasanga                                             |
|     |                                                     |
|     | Kobiana                                             |
|     |                                                     |

|  | Kasanga |
|  |         |
|  | Kobiana |
|  |         |

|  | Línguas bak |
|  |             |
|  | Bijagó      |
|  |             |

|  | Fula   |
|  |        |
|  | Sererê |
|  |        |

|  | Beafada      |
|  |              |
|  | Jaad-Badjara |
|  |              |

|  | Bassari-bedik |
|  |               |
|  | Wamey         |
|  |               |

|     | Banyum                                              |
|     |                                                     |
| Buy | \| \| Kasanga \| \| \| \| \| \| Kobiana \| \| \| \| |
|     | \| \| Kasanga \| \| \| \| \| \| Kobiana \| \| \| \| |
|     | Kasanga                                             |
|     |                                                     |
|     | Kobiana                                             |
|     |                                                     |

|  | Kasanga |
|  |         |
|  | Kobiana |
|  |         |

|     | Banyum                                              |
|     |                                                     |
| Buy | \| \| Kasanga \| \| \| \| \| \| Kobiana \| \| \| \| |
|     | \| \| Kasanga \| \| \| \| \| \| Kobiana \| \| \| \| |
|     | Kasanga                                             |
|     |                                                     |
|     | Kobiana                                             |
|     |                                                     |

|  | Kasanga |
|  |         |
|  | Kobiana |
|  |         |

1. ↑  Este cladograma é reduzido de sua forma original, a fim de evidenciar as discrepâncias entre as ideias propostas por Sapir e Hammarström. Foram ocultados alguns troncos línguisticos.
2. ↑  Hammarström entendeu o bassari-bedik como tronco linguístico maior, incluindo também o bapen.
3. ↑  Banyum, kasanga e kobiana.
4. ↑  O banyum é tipicamente entendido como tronco linguístico.

Essa visão das línguas atlântico-congo categoriza o uolofe como parte do tronco uolofe-BKK, relacionando a língua às línguas nyun: kasanga, kobiana e o tronco de línguas banyum. O tronco fula-sererê é mantido, e foi proposta uma relação entre as línguas bak e o bijagó. Em ambas as divisões propostas, o uolofe e o nyun são ligados, mas a relação entre o uolofe e o fula-sererê nas ideias de Hammarström é menos profunda que o antes proposto.

## Distribuição

### Geografia e diásporas

Zonas de língua uolofe no Senegal.

O uolofe é falado por uma parcela significativa da população em 5 países: Senegal (onde é língua oficial), Gâmbia, Mauritânia, Guiné-Bissau e Mali, todos na região da Senegâmbia. No entanto, a população é mais concentrada nos países Senegal e Gâmbia, que compõem parte significativa dos falantes. Com a colonização francesa dessa região, houve grande diáspora dos falantes da língua, espalhando-se por muitos países da Europa, como a França e Itália, e para outros países, como os Estados Unidos.
Os falantes senegaleses compõem a maior parte dos falantes da língua, com um total de 6,84 milhôes de falantes e constituindo 89% dos falantes nativos. Em 2001, o Senegal tornou língua nacional seis línguas do país: o diola, o malinquê, o pular, o sererê, o soninquê e o uolofe, constituindo passo histórico para a nação, antes havendo somente o francês como língua oficial instituída. O francês segue sendo a língua mais empregada no Senegal, mas o uso do uolofe e as outras línguas nacionais segue aceito e reforçado. O uolofe não é língua oficial em nenhum outro país.
Há, ainda, uma população de falantes como segunda língua de 15,5 milhões, concentrados principalmente no Senegal e países vizinhos, como Gâmbia e Mali. No total, o uolofe é falado por aproximadamente 23 milhões de pessoas ao redor do mundo, sendo falado por aproximadamente 0,3% da população global. Essa estatística, para falantes nativos, é de aproximadamente 0,1% da população mundial.
Segue uma tabela que detalha a população de falantes nativos do uolofe, seja na senegâmbia ou em diásporas:
| País         | População | Status oficial                                      | Falado por                                          |
| ------------ | --------- | --------------------------------------------------- | --------------------------------------------------- |
| Senegal      | 6 840 000 | Yes                                                 | 38% da população                                    |
| Gâmbia       | 362 000   | Não                                                 | 16,5% da população                                  |
| Guiné-Bissau | 10 000    | Não                                                 | 0,5% da população                                   |
| Mauritânia   | 20 300    | Não                                                 | 0,4% da população                                   |
| Mali         | 79 200    | Não                                                 | 0,3% da população                                   |
| Itália       | 79 000    | Não                                                 | 0,1% da população                                   |
| França       | 35 000    | Não                                                 | 0,05% da população                                  |
| EUA          | 22 500    | Não                                                 | 0,007% da população                                 |
| Outros       | 200 000   | Não                                                 | Inclui Gabão, Costa do Marfim, Canadá, entre outros |
| Total        | 7 648 000 | Falado por aproximadamente 0,1% da população global | Falado por aproximadamente 0,1% da população global |

### Dialetos
O uolofe possui alguns dialetos. No entanto, há poucos estudos relacionados aos dialetos do uolofe. Ademais, pela forte tradição oral diversa da língua, o Centro de Linguística Aplicada de Dacar (CLAD), que mais se aproxima de um regulador da língua, não é prescritivo acerca da variação dialetal, dificultando ainda mais a disponibilidade de informações sobre os dialetos. Os dialetos são todos inteligíveis entre si. Recentemente, o dialeto de Dacar vem assumindo certo prestígio como forma padronizada, porém, isso não é algo oficial. Seguem os principais dialetos uolofes:
- Uolofe
  - Dialetos
    1. Dialeto baol
    2. Dialeto cayor
    3. Dialeto de Dacar
    4. Dialeto diolof
    5. Dialeto lebou
    6. Dialeto jander

O dialeto de Dacar, também chamado de uolofe urbano, por encontrar-se na capital do Senegal, é alvo frequente de alternâncias de código, ou variações linguísticas diafásicas, em que usa-se, informalmente, um uolofe com menos influência francesa, enquanto o uolofe empregado em contextos mais formais apresenta, frequentemente, estruturas gramaticais e vocábulos derivados do francês. Há, por exemplo, a alternância na ordem entre substantivos e adjetivos. Existe também uma espécie de harmonia vocálica, em que as palavras do francês sofrem mudanças em suas vogais para torná-las mais próximas do uolofe.

## História

Regiões dominadas pelo Império Uolofe.

A história do povo uolofe e, consequentemente, sua língua, é marcada por uma sucessão de conquistas, revoluções e outros conflitos armados. Sabe-se que o Império Uolofe expandiu-se da região de Jalof, dominando cinco estados principais: Ualo (ou Waalo), Kayor, Baol, Sine e Saloum, com a região de Jalof em si encontrando-se mais ao interior.
A partir do século XVII, quando o comércio com os europeus passa a se fortalecer, as regiões de Kayor e Baol ganham muita influência, fragilizando o poder e domínio de Jalof. A rivalidade entre Kayol e Baol transforma-se em guerra civil, resolvida, com muito esforço, pelo poder central em Jalof. Esse conflito (e muitos outros) minimizou a capacidade expansiva do Império, tornando a língua restrita geograficamente à Senegâmbia. Ademais, houve, durante a mesma época, ataques frequentes de mauritânios, que levaram aspectos da língua e cultura uolofe de volta às suas terras nativas.

### História do vocabulário
O uolofe possui um vocabulário muito diverso em origem, devido às interações com diversos povos ao longo dos séculos. Destacam-se três grupos: empréstimos do soninquê, os do árabe, e aqueles de origem europeia.

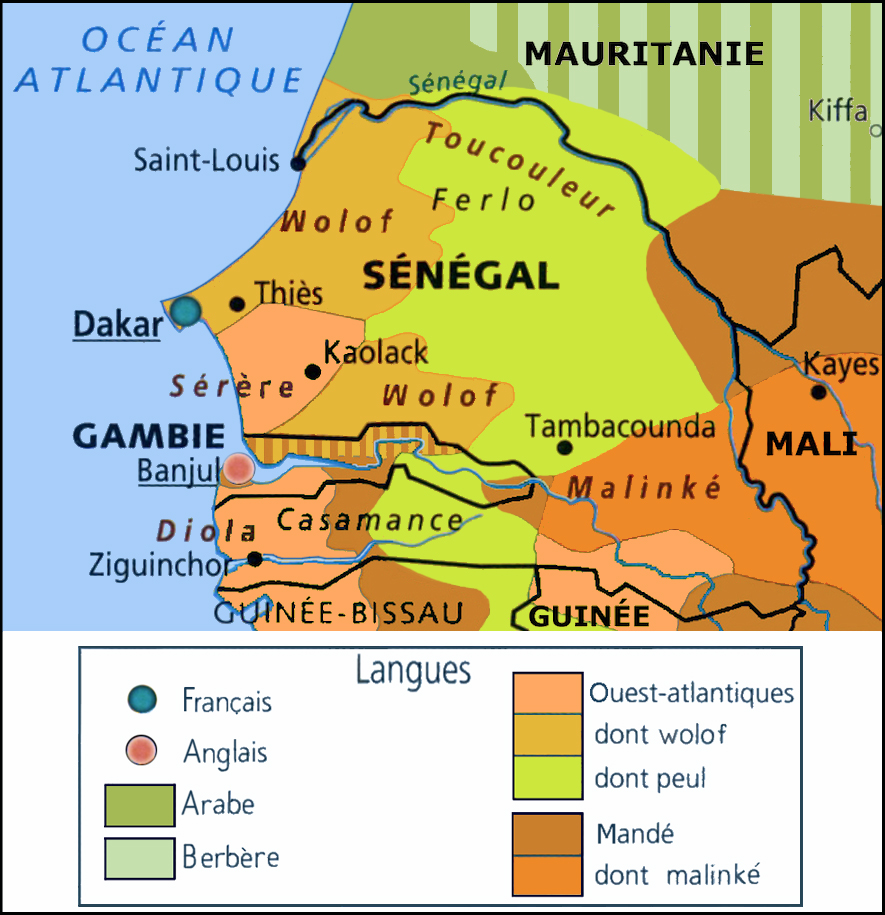
Mapa etnolinguístico do Senegal contemporâneo. Destaca-se os uolofes (grafados Wolof) e os malinquês (grafados Malinké)

Por ser um povo localizado próximo aos uolofes, os soninquês (e também os malinquês) realizavam trocas comerciais frequentemente com os uolofes, levando a um número extenso de empréstimos relacionados a bens, finanças e comércio dessas línguas na língua uolofe. Ademais, há também empréstimos de termos mais cotidianos, devido à presença de plantações de amendoim de fazendeiros soninquês em regiões de domínio uolofe. Essa relação é, no entanto, contestada por alguns linguistas, visto que os radicais do soninquê estariam tornando-se sufixos no uolofe, fenômeno de estrangeirismo bastante incomum.
Do árabe há uma série de empréstimos relacionados a hábitos e cultura, como estrangeirismos religiosos, leis, encantações e moralidade. Há também outros empréstimos mais relacionados à vida prática, como o sistema de escrita uolofal (hoje em desuso), o calendário, termos para camelos, cavalos e seus equipamentos e termos de saudação.
Empréstimos europeus são decorrentes da importação de produtos industrializados, como têxteis, embalagens, entre outros. Há, também, uma relação importante entre os nomes de frutas no uolofe e em línguas europeias, decorrente da importação de muitas dessas frutas pelos colonizadores franceses. Os nomes de frutos sofrem também influência da língua portuguesa, pois os portugueses realizaram comércio com os uolofes por bastante tempo.

### Criptoletos
O uolofe possui uma certa riqueza de criptoletos,  isso é, formas secretas ou inventadas de uma língua empregadas por um grupo específico, para manter ou não informações sigilosas. O uolofe, junto a outras línguas senegambianas, apresenta uma quantidade alta de criptoletos em relação ao número de falantes.
Há dois principais criptoletos: o géwel, que possui palavras exclusivas a esse registro do uolofe, e um segundo, sem nome descrito, em que há uma transposição de sílabas, de forma semelhante à língua do Catete, criptoleto da língua portuguesa. Por exemplo, mai ma ndox "dê-me água" torna-se, nesse criptoleto, ma mai ox ndo, sendo empregado tipicamente por homens jovens. Há, ainda, outros, menos documentados. Estima-se que tal riqueza dessas línguas secretas na região senegambiana seja derivada da história conflituosa e permeada de guerras da região.

## Fonologia
O uolofe possui um inventário fonológico extremamente extenso, composto por 42 consoantes e 15 vogais. Suas consoantes apresentam uma série de fenômenos, como a pré-nasalização e as consoantes geminadas. Há também muitas mudanças consonantais e alofonia entre consoantes, como o desvozeamento de uma consoante em coda. As vogais são compostas de sete pares V e Vː (isso é, vogal curta e vogal longa) e da vogal central média [ə].
A estrutura silábica é restrita, e a prosódia não constitui propriedade fonêmica, isso é, não diferencia palavras (diferentemente do português, em que a prosódia diferencia palavras, como na distinção entre secretária /se.kɾe.'ta.rjɐ/ e secretaria /se.kɾe.ta.'ri.ɐ/, por exemplo). Existe, ainda, uma série de processos morfofonológicos que alteram a constituição fonética das palavras em uolofe.

### Consoantes
A seguir, uma tabela que detalha as 42 consoantes do uolofe:
|           |           | Labial | Alveolar | Palatal | Velar | Uvular |
| --------- | --------- | ------ | -------- | ------- | ----- | ------ |
| Plosiva   | surda     | (m)p   | (n)t     | (n)tʃ   | (ŋ)k  |        |
| Plosiva   | sonora    | (m)b   | (n)d     | (n)dʒ   | (ŋ)g  | (ɴ)ɢ   |
| Plosiva   | geminada  | bː     | tː       | dʒː     | gː    |        |
| Nasal     | Nasal     | m(ː)   | n(ː)     | ɲ(ː)    | ŋ(ː)  |        |
| Fricativa | Fricativa | f      | s        |         |       | χ      |
| Soante    | Soante    | w      | r l(ː)   | j       | (w)   |        |

1. ↑  As consoantes [tʃ] e [dʒ] e formas variadas são africadas, mas categorizadas como plosivas por estarem em distribuição complementar com consoantes em modo de articulação.
2. ↑  Existem mais plosivas geminadas no uolofe, mas somente as geminadas fonêmicas foram registradas na tabela.
3. ↑  A fricativa uvular surda [χ] está em variação livre com a fricativa glotal surda [h], ocorrendo especificamente em empréstimos do árabe.
4. ↑  A aproximante labiovelar é co-articulada, sendo categorizada como tanto bilabial como velar.

Existe distinção entre consoantes surdas e sonoras para as plosivas. Todas as fricativas são surdas, enquanto as nasais e soantes são sempre sonoras.
Há dois principais fenômenos que tornam as consoantes do uolofe únicas:

#### Geminação
As consoantes do uolofe apresentam-se também em forma geminada, isso é, podem ser pronunciadas por um tempo extendido. Há 13 consoantes geminadas no uolofe: oito plosivas, quatro nasais e uma soante. Essas consoantes são encontradas somente em posição medial ou final, isso é, não podem iniciar palavras. São elas:
- Plosivas: [pː], [tː], [tʃː], [kː] (surdas) e [bː], [dː], [dʒː], [gː] (sonoras);
- Nasais: [mː], [nː], [ɲː], [ŋ(ː)]
- Soante: [lː]

Dentre essas, somente 9 são consideradas fonêmicas, isso é, possuem pares mínimos com suas formas simples (não geminadas). Segue uma tabela com essas consoantes, e seus pares mínimos como exemplo:
| Consoante analisada | Pares mínimos | Pares mínimos        | Pares mínimos | Pares mínimos             |
| ------------------- | ------------- | -------------------- | ------------- | ------------------------- |
| Consoante analisada | sem geminação | tradução             | com geminação | tradução                  |
| [b]                 | /nəb/         | estar podre          | /nəbː/        | esconder-se               |
| [t]                 | /fat/         | seguro               | /fatː/        | conectar                  |
| [dʒ]                | /dədʒ/        | funeral              | /dədʒː/       | vulva                     |
| [g]                 | /tag/         | pousar em uma árvore | /tagː/        | louvar                    |
| [m]                 | /gəm/         | acreditar            | /gəmː/        | fechar os olhos de outrém |
| [n]                 | /fen/         | mentir               | /fenː/        | algum lugar               |
| [ɲ]                 | /wɔɲ/         | apertar              | /wɔɲː/        | contar                    |
| [ŋ]                 | /gɔŋ/         | gorila               | /gɔɲː/        | cama                      |
| [l]                 | /gal/         | ouro branco          | /galː/        | regurgitar                |

Esses 9 fones geminados são considerados, então, fonemas, pois não podem ser substituídos por suas formas simples sem haver perda de sentido das palavras. Vale analisar que todas as geminadas fonêmicas são sonoras, com exceção do /tː/. Em contrapartida, todas as geminadas alófonas (as plosivas [pː], [dː], [tʃː] e [kː]) são surdas, com exceção do [dː]. Ou seja, todas as geminadas fonêmicas são sonoras, exceto a alveolar, em que houve substituição pela surda.

#### Pré-nasalização
A pré-nasalização consiste na pronúncia de uma consoante, usualmente plosiva, antecedida por um pequeno fluxo de ar nasal, assemelhando-se à pronúncia de uma consoante nasal antes da plosiva, mesmo sendo distinto. Vale ressaltar que [mb] (consoante bilabial pré-nasalizada), por exemplo, é distinta de [mb] (nasal seguida de plosiva). Há 9 dessas consoantes no uolofe:
|        | Labial | Alveolar | Palatal | Velar | Uvular |
| ------ | ------ | -------- | ------- | ----- | ------ |
| Surda  | mp     | nt       | ntʃ     | ŋk    |        |
| Sonora | mb     | nd       | ndʒ     | ŋg    | ɴɢ     |

Destaca-se a ausência da plosiva uvular surda pré-nasalizada, que também inexiste em forma simples. Esse fenômeno é relativamente incomum, ocorrendo em poucas línguas, como o mongol.

### Vogais
O uolofe possui 15 vogais: sete pares de vogais (curtas e longas) e a vogal central média [ə]. Segue uma tabela que detalha isso:
|             | Anterior | Central | Posterior |
| ----------- | -------- | ------- | --------- |
| Fechada     | i(ː)     |         | u(ː)      |
| Semifechada | e(ː)     | ə       | o(ː)      |
| Semiaberta  | ɛ(ː)     | ə       | ɔ(ː)      |
| Aberta      |          | ɐ(ː)    |           |

Esse número de vogais fonêmicas é alto, porém não extraordinário. A língua portuguesa, por exemplo, possui entre 14 e 16 vogais fonêmicas, a depender do dialeto. A quantidade vocálica variável no uolofe é fonêmica para todas as vogais, exceto a vogal central média, havendo pares mínimos para todas essas vogais:
| Vogal analisada | Pares mínimos | Pares mínimos | Pares mínimos | Pares mínimos             |
| --------------- | ------------- | ------------- | ------------- | ------------------------- |
| Vogal analisada | forma curta   | tradução      | forma longa   | tradução                  |
| [i]             | /nit/         | pessoa        | /niːt/        | procurar, com uma lâmpada |
| [e]             | /χet/         | odor          | /χeːt/        | grupo/tipo                |
| [ɛ]             | /rɛs/         | fígado        | /rɛːs/        | digerir                   |
| [u]             | /put/         | garganta      | /puːt/        | nome de uma cidade uolofe |
| [o]             | /boli/        | garganta      | /boːli/       | refeição farta            |
| [ɔ]             | /χɔl/         | coração       | /χɔːl/        | olhar                     |
| [ɐ]             | /χɐr/         | ovelha        | /χɐːt/        | esperar                   |

Considera-se, então, que essas 14 consoantes e a vogal central média são distintas e constituem fonemas.
Os fenômenos relacionados às vogais do uolofe são poucos, mas existem, estando detalhados na subseção de morfofonologia.

### Fonotática e prosódia
A estrutura da sílaba no uolofe é bastante restritiva, permitindo somente sílabas do tipo CV(C), isso é, toda sílaba nativa do uolofe possui ataque e núcleo obrigatórios e pode possuir coda, a depender da sílaba. Assim, encontros consonantais de mais de duas consoantes não ocorre, e encontros consonantais nunca ocorrem na mesma sílaba. Encontros vocálicos são proibidos. Para quebrar encontros vocálicos, processos morfofonológicos são empregados.
Com o crescimento de empréstimos de línguas europeias, houve a importação de palavras iniciadas com vogais, algo que não é permitido pela fonotática uolofe. Para evitar isso, os falantes usam como ataque silábico (porção pronunciada antes do núcleo, a vogal) a consoante oclusiva glotal [ʔ] para adequar as palavras à sua fonotática. A oclusiva glotal é formada ao haver uma interrupção do ar na glote, impedindo completamente a saída do som, antes de ser liberado.
A prosódia do uolofe é restrita: a sílaba tônica não tem valor fonêmico, isso é, não distingue palavras, e pode ser prevista fonologicamente. Há duas regras principais: a sílaba tônica ocorre sempre na sílaba da primeira vogal longa da palavra, e na primeira sílaba, se não houver vogal longa. Seguem exemplos:
| Regra 1   | Regra 1       | Regra 2    | Regra 2          |
| Termo     | Tradução      | Termo      | Tradução         |
| --------- | ------------- | ---------- | ---------------- |
| sɐ.'χɐːr  | fumaça        | 'ɐ.lɐl     | riqueza          |
| 'wɐː.dʒur | pais          | 'su.tu.rɐ  | discrição        |
| wɐ.'χɐːr  | falar de novo | 'dʒɐ.mɐ.nɔ | período de tempo |

### Morfofonologia
O uolofe possui uma variedade de regras morfofonológicas, isso é, que determinam a apresentação fonológica de morfemas. O processo de atribuição de valor semântico a fones é chamado de dupla articulação, em que junta-se a articulação fônica (ou fonológica) de um termo com sua articulação semântica, formando palavras, estudadas pela morfologia. A morfofonologia estuda a variação da articulação fônica quando há mudança na articulação semântica, nos chamados processos fonológicos. Há quatro principais fenômenos morfofonológicos principais em palavras nativas do uolofe:

#### Encontros vocálicos e transformações fonéticas
Quando um sufixo iniciado por vogal é adicionado a um radical terminada em vogal, há a formação de um encontro vocálico. Como consequência da fonotática do uolofe, encontros vocálicos (p. ex. /ui/ ou /oe/) não podem ocorrer, devendo ser quebrados (separados). Quando a segunda vogal que ocorre é /i/, /e/ ou /u/, há a inserção de uma semivogal entre as vogais, a fim de separá-las. Quando a vogal é anterior, a semivogal é /j/. Quando a vogal é /u/, adiciona-se /w/. Seguem exemplos, em AFI:
- O termo tukːiumɐ "eu não viajei" recebe a semivogal /w/, pois a segunda vogal do encontro vocálico é posterior (/u/), tornando-o tukːiwumɐ.[31]
- Os termos fɔɛ "brincar com" e fɔi "ir brincar", cujas segundas vogais são anteriores, tornam-se fɔjɛ e fɔji, respectivamente, após receberem a semi vogal /j/.[31]

Quando o encontro vocálico ocorre com uma segunda vogal sendo central (/ɐ/ ou /ə/) , ocorre o processo de assimilação vocálica, em que a segunda vogal assume traços da primeira, formando efetivamente uma vogal longa. Pode haver, ainda, alteração na vogal não-assimilada. Vogais anteriores (como /i/, /e/ ou /ɛ/ ) tornam-se /ɛː/, enquanto as posteriores (/u/, /o/ ou /ɔ/) tornam-se /ɔː/. Seguem exemplos:
- Os termos lɔχɔɐm "mão dele(a)" e kudːuɐm "colher dele(a)", por virtude de terem seus encontro vocálico inciados por vogais posteriores, tornam-se lɔχɔːm e kudɔːm, respectivamente.[32]
- Algo semelhante ocorre com tukːiɐm "viagem dele(a)", que, por ter encontro vocálico inicado por vogal anterior, é expresso como  tuk:ɛːm.[32]

#### Síncope vocálica
Em morfemas específicos, como -ɐl, com sentido imperativo, a assimilação vocálica é transformada em uma síncope. Assim, a vogal central do morfema, nesse caso /ɐ/, não é pronunciada, sendo omitida da fala. Seguem exemplos:
|           | Radical                                                             | Sufixo                                                              | Palavra final                                                       | Tradução                                                            |
| --------- | ------------------------------------------------------------------- | ------------------------------------------------------------------- | ------------------------------------------------------------------- | ------------------------------------------------------------------- |
| Locução 1 | tukːi                                                               | -ɐl                                                                 | tukːil                                                              | Viaje!                                                              |
| Locução 2 | bɐlɛ                                                                | -ɐl                                                                 | bɐlɛl                                                               | Limpe!                                                              |
| Locução 3 | χulɔ                                                                | -ɐl                                                                 | χulɔl                                                               | Brigue!                                                             |
| Locução 4 | dʒublu                                                              | -ɐl                                                                 | dʒublul                                                             | Enfrente!                                                           |
| Fenômenos | tukːiɐl → tukːil; bɐlɛɐl → bɐlɛl χulɔɐl → χulɔl; dʒubluɐl → dʒublul | tukːiɐl → tukːil; bɐlɛɐl → bɐlɛl χulɔɐl → χulɔl; dʒubluɐl → dʒublul | tukːiɐl → tukːil; bɐlɛɐl → bɐlɛl χulɔɐl → χulɔl; dʒubluɐl → dʒublul | tukːiɐl → tukːil; bɐlɛɐl → bɐlɛl χulɔɐl → χulɔl; dʒubluɐl → dʒublul |

Todas as locuções acima (tukːiɐl, bɐlɛɐl, χulɔɐl e dʒubluɐl) têm a vogal /ɐ/ omitida, tornando-se, respectivamente, tukːil, bɐlɛl, χulɔl e dʒublul. Isso só ocorre com partículas específicas, como nesse caso, com -ɐl, portadora de sentido imperativo.

#### Apócope entre palavras e deleção silábica
Quando em expressões verbais, uma palavra terminada por vogal pode sofrer apócope desse fone, quando é sucedida por uma palavra iniciada por consoante. Se a palavra cuja vogal é omitida é monossílaba, essa palavra torna-se a coda da palavra anterior. Nota-se que, pela fonotática do uolofe, esse fenômeno não ocorre quando o termo que receberia a coda já possui uma, mantendo-se assim a vogal da monossílaba. Seguem exemplos:
|           | Forma real   | Sem apócope    | Tradução         |
| --------- | ------------ | -------------- | ---------------- |
| Locução 1 | nɐɲ lɛkː     | nɐɲu lɛkː      | Vamos comer!     |
| Locução 2 | diŋ lɛːn gis | diŋgɐ lɛːn gis | Vocês os verão.  |
| Locução 3 | duɲ dɛm      | duɲu dɛm       | Eles não vão.    |
| Locução 4 | kuɲ χɐm      | ku ɲu χɐm      | alguém conhecido |

Em todos os 4 casos, percebe-se que a forma expressa tem a vogal omitida, enquanto a forma original (antes dessa alteração) apresenta o som vocálico. Vale ressaltar, ainda, os casos 2 e 4. Na locução 2, diŋgɐ é transformado em diŋ, ao invés de tornar-se diŋg. Isso acontece porque a fonotática do uolofe proibe a consoante ŋg de encerrar sílabas, sendo ela substituída por ŋ. Na locução 4, ɲ é assimilado a ku após sofrer a apócope, pois a fonotática do uolofe proibe também consoantes serem núcleos silábicos, havendo a necessidade, então, que sejam parte de outra sílaba.
Existe também a omissão de sílabas inteiras no uolofe, usualmente em apócope. Isso é feito para facilitar a comunicação, formando abreviações, gírias e apelidos.  Seguem exemplos:
| Forma abreviada | Forma abreviada | Forma completa | Tipo de abreviatura | Significado     |
| --------------- | --------------- | -------------- | ------------------- | --------------- |
| i               | tɐm             | itɐm           | abreviação/gíria    | também          |
| nɐ ŋgɐ tud      | nɐ ŋgɐ tud      | nɐkɐ ŋgɐ tud   | abreviação/gíria    | Qual seu nome?  |
| bɐs             | bɐs             | bɐsiru         | apelido             | nome "Basiru"   |
| mɐmɐdu          | mɐmɐdu          | muhɐmɐdu       | apelido             | nome "Muhamadu" |

Essas abreviaturas são consideradas imprevisíveis e parte de variação linguística, não sendo regras fonológicas como as outras. Ou seja, pode haver alternância no uso desse recurso, a depender da demografia e contexto social do falante.

## Ortografia

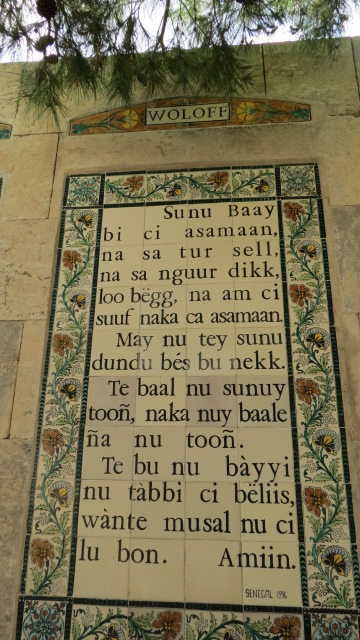
O Pai Nosso na escrita latina do uolofe, Igreja do Pai Nosso, Jerusalem. Nota-se as letras ë, é, e ñ, além das geminadas e vogais duplas (longas).

Houve 3 principais escritas da língua uolofe ao longo do tempo: primeiramente, empregou-se o uolofal, versão adaptada do árabe para o uolofe (escrito da direita para a esquerda). Hoje em dia, usa-se o alfabeto latino adaptado (escrito da esquerda para a direita), e há propostas como o garay, uma escrita feita especificamente para línguas africanas, dentre elas o uolofe.

### Escrita latina e árabe (uolofal)
A ortografia vigente foi instituída por decretos entre 1971 a 1985 no Senegal. O Centro de Linguística Aplicada de Dacar é considerado a autoridade máxima sobre a língua, e foi responsável por coordenar a implementação desse sistema de escrita. Essa escrita é completamente fonética, isso é, cada fonema é representado por um e somente uma letra, e cada letra representa somente um som. Assim, pode-se sempre inferir a escrita pela pronúncia e a pronúncia pela escrita.
| Alfabeto uolofe | Alfabeto uolofe | Alfabeto uolofe | Alfabeto uolofe | Alfabeto uolofe | Alfabeto uolofe | Alfabeto uolofe | Alfabeto uolofe | Alfabeto uolofe | Alfabeto uolofe | Alfabeto uolofe | Alfabeto uolofe | Alfabeto uolofe | Alfabeto uolofe | Alfabeto uolofe | Alfabeto uolofe | Alfabeto uolofe | Alfabeto uolofe | Alfabeto uolofe |
| a               | b               | c               | d               | e               | é               | ë               | f               | g               | h               | i               | j               | k               | l               | m               | mp              | mb              | n               | nt              |
| --------------- | --------------- | --------------- | --------------- | --------------- | --------------- | --------------- | --------------- | --------------- | --------------- | --------------- | --------------- | --------------- | --------------- | --------------- | --------------- | --------------- | --------------- | --------------- |
| /ɐ/             | /b/             | /tʃ/            | /d/             | /ɛ/             | /e/             | /ə/             | /f/             | /g/             | /h/             | /i/             | /dʒ/            | /k/             | /l/             | /m/             | /mp/            | /mb/            | /n/             | /nt/            |
| nd              | ñ               | nc              | nj              | nk              | ng              | nq              | ŋ               | o               | ó               | p               | q               | r               | s               | t               | u               | w               | x               | y               |
| /nd/            | /ɲ/             | /ntʃ/           | /ndʒ/           | /ŋk/            | /ŋg/            | /ɴɢ/            | /ŋ/             | /ɔ/             | /o/             | /p/             | /ɢ/             | /r/             | /s/             | /t/             | /u/             | /w/             | /χ/             | /j/             |

Para representar consoantes geminadas, dobra-se a consoante respectiva, como em tukki "viagem", pronunciado com o fone [k] geminado. Vale notar que esse processo só é feito com as consoantes fonêmicas. Para representar vogais longas, o mesmo é feito, como em loxoom  "mão dele(a)", pronunciado com o fone [ɔ] geminado. Há variação somente com os fones /e/, /ə/ e /o/, grafados ⟨é⟩, ⟨ë⟩ e ⟨ó⟩. Ao serem longos, são grafados não com a sua vogal duplicada, mas como a vogal "base" (⟨e⟩ e ⟨o⟩) adicionada. Ao invés de haver ⟨éé⟩, ⟨ëë⟩ e ⟨óó⟩, tem-se ⟨ée⟩, ⟨ëe⟩ e ⟨óo⟩. Grafado ⟨h⟩, o fonema /h/ representa um alófono de  ⟨x⟩ (/χ/) pronunciado somente em palavras de origem árabe.
A escrita chamada uolofal, adaptada do árabe a mais antiga entre as três, também recebeu esforços de adoção pelo governo senegalês a partir de 1985 e até 1990. No entanto, nunca foi adotada por decreto, tornando-a não oficial. Aos poucos, foi caindo em desuso, mas ainda é empregada por indivíduos mais velhos, que não estão familiarizados com o alfabeto latino. É considerado o primeiro sistema de escrita do uolofe.

### Escrita garay
Existe também a escrita garay, criada especificamente para as línguas níger-congolesas, adotando sistema de escrita da direita para a esquerda. É um alfabeto, representando tanto vogais como consoantes. Todas as consoantes possuem formas singular e plural, enquanto as vogais assumem a mesma forma em ambos casos.
| Plosivas surdas | Plosivas surdas | Plosivas surdas | Plosivas sonoras | Plosivas sonoras | Plosivas sonoras | Pré-nasalizadas sonoras | Pré-nasalizadas sonoras | Pré-nasalizadas sonoras |
| Fonema          | Minúscula       | Maíuscula       | Fonema           | Minúscula        | Maíuscula        | Fonema                  | Minúscula               | Maíuscula               |
| --------------- | --------------- | --------------- | ---------------- | ---------------- | ---------------- | ----------------------- | ----------------------- | ----------------------- |
| p ⟨p⟩           |                 |                 | b ⟨b⟩            |                  |                  | mb ⟨mb⟩                 |                         |                         |
| t ⟨t⟩           |                 |                 | d ⟨d⟩            |                  |                  | nd ⟨nd⟩                 |                         |                         |
| tʃ ⟨c⟩          |                 |                 | dʒ ⟨j⟩           |                  |                  | ndʒ ⟨nj⟩                |                         |                         |
| k ⟨k⟩           |                 |                 | ɡ ⟨g⟩            |                  |                  | ŋɡ ⟨ng⟩                 |                         |                         |
| Nasais          | Nasais          | Nasais          | Fricativas       | Fricativas       | Fricativas       | Soantes                 | Soantes                 | Soantes                 |
| m ⟨m⟩           |                 |                 | f ⟨f⟩            |                  |                  | r ⟨r⟩                   |                         |                         |
| n ⟨n⟩           |                 |                 | s ⟨s⟩            |                  |                  | w ⟨w⟩                   |                         |                         |
| ɲ ⟨ñ⟩           |                 |                 | χ ⟨x⟩            |                  |                  | l ⟨l⟩                   |                         |                         |
| ŋ ⟨ŋ⟩           |                 |                 | h ⟨h⟩            |                  |                  | j ⟨y⟩                   |                         |                         |

| Vogais | Vogais  | Vogais | Vogais  |
| Fonema | Escrita | Fonema | Escrita |
| ------ | ------- | ------ | ------- |
| i ⟨i⟩  |         | u ⟨u⟩  |         |
| e ⟨é⟩  |         | o ⟨ó⟩  |         |
| ɛ ⟨e⟩  |         | ɔ ⟨o⟩  |         |
| ə ⟨ë⟩  |         | ɐ ⟨a⟩  |         |

Para formar geminadas e vogais longas, o mesmo processo do alfabeto latino é empregado. Mesmo proposta como ideal para línguas como o uolofe, ainda não houve processos oficiais para adotar a escrita garay.

## Gramática

### Ordem da frase e alinhamento morfossintático
A ordem dos constituintes no uolofe é sujeito-verbo-objeto, e é uma língua nominativa-acusativa, isso é, o sujeito de um verbo intransitivo possui a mesma forma do sujeito transitivo (chamado de agente). Isso é diferente de línguas ergativas-absolutivas, em que a simetria é entre o sujeito e o objeto, enquanto o agente é distinto.

#### Ordem da frase e variação modal
Há, variações entre a apresentação implícita (ou pura) das sentenças uolofes e a apresentação expressa. Isso significa que as sentenças não seguem, obrigatoriamente, a sua forma implícita sujeito-verbo-objeto, podendo seguir outras ordens dos constituintes do uolofe a depender do locutor, variando por diversos parâmetros, incluindo, mas não limitados aos seguintes:
- A forma com que o falante compreende a ideia que expressa;
- A percepção desejada do interlocutor sobre a mensagem expressa;
- O elemento foco ou referente da mensagem expressa, que pode ser enfatizado.

Dessa forma, a desconstrução da ordem frasal do uolofe decorre de uma necessidade de expressar modalidade, e a alteração da sequência dos constituintes indica também a importância que eles têm para o locutor, e quão enfáticas elas são. Para modalizar sua ideia, o falante pode empregar, também, marcadores de modalização e modalizadores, que expressem o seu posicionamento para com a mensagem ou uma parte dela. Para enfatizar um termo, o falante pode colocá-lo ao início da oração, seja qual for: o sujeito, o verbo, ou o objeto. Assim, mesmo que a semântica implícita da frase seja constante, a semântica expressa pode variar, transmitindo, com as mesmas palavras, mensagens diferentes.

### Conjugação verbo-pronominal

#### Pronomes
O uolofe é, como o português, uma língua de anáfora zero (ou pro-drop), em que os pronomes pessoais do caso reto (pronomes sujeitos) podem ser omitidos da frase, sem a perda de valor semântico qualquer. Portanto, a inclusão dos pronomes de forma expressa tem função pragmática, servindo para enfatizar o sujeito da sentença. Ademais, por serem opcionais, os pronomes não adequam-se à ordem convencional do uolofe, podendo ser inseridos tanto ao início como ao fim da sentença. Quando há essa inserção final, há uma mudança das formas verbais, que tornam-se os chamados pronomes enfáticos.
Os pronomes pessoais do caso oblíquo (pronomes objetos) são, no entanto, obrigatórios, não podendo ser omitidos, e seguem a ordem da frase convencional do uolofe, na maioria dos casos. O uolofe não distingue seus pronomes por gênero, isso é, a terceira pessoa feminina e a masculina apresentam a mesma forma pronominal. Seguem as formas base dos pronomes:
|                | Pronomes sujeitos | Pronomes objetos | Pronomes enfáticos |
| -------------- | ----------------- | ---------------- | ------------------ |
| 1a p. singular | ma                | ma               | man                |
| 2a p. singular | nga               | la               | yow                |
| 3a p. singular | mu                | ko               | moom               |
| 1a p. plural   | nu                | nu               | num                |
| 2a p. plural   | ngeen             | leen             | yeen               |
| 3a p. plural   | ñu                | leen             | ñoom               |

Vale destacar que a forma leen é pronome objeto para tanto a 2a como a 3a pessoa do plural. A diferenciação entre a pessoa verbal é feita, nessa caso, inteiramente pelo contexto a depender do referente e do foco da sentença.

#### Conjugação aspectual

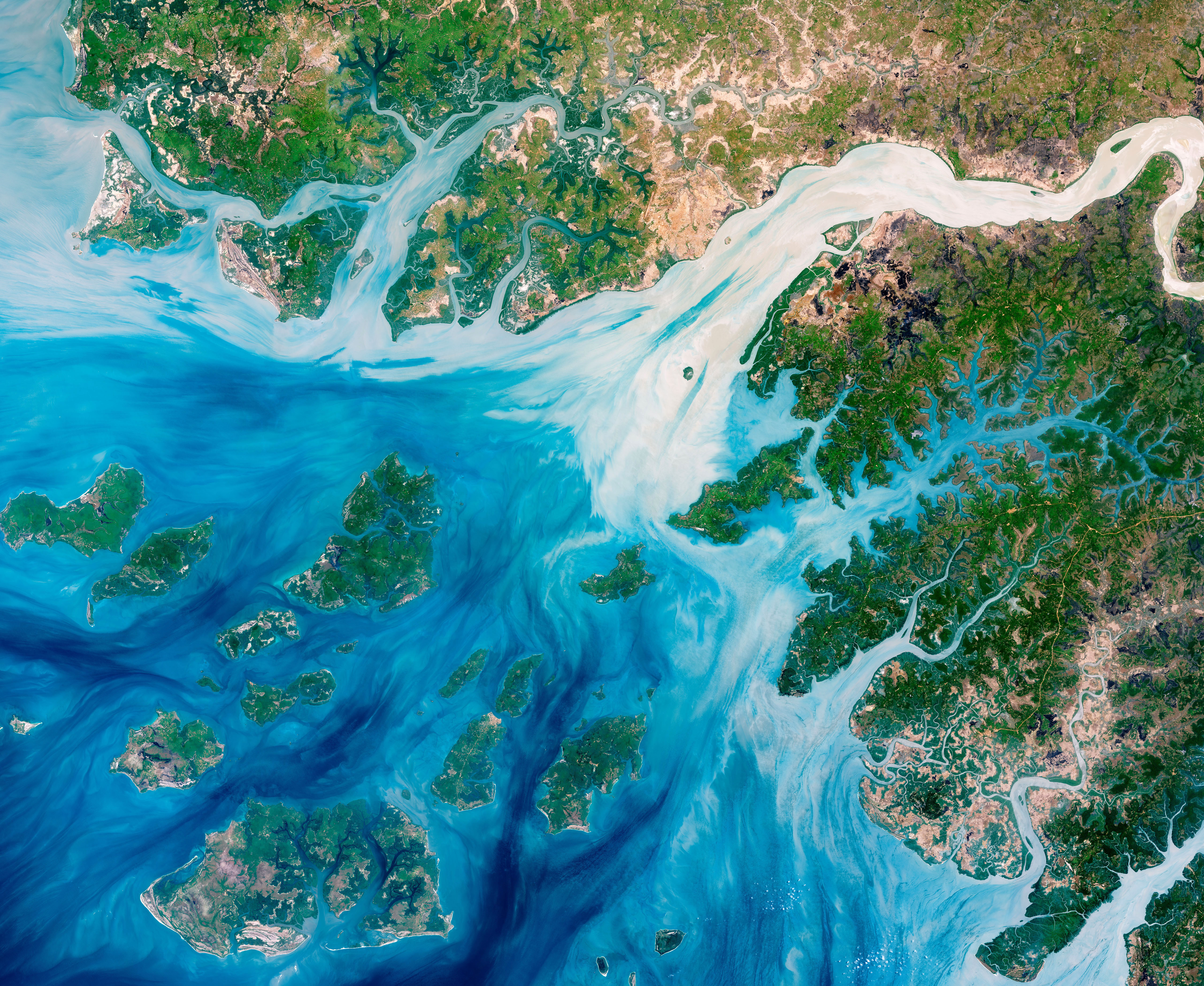
Vista aérea do rio Geba, no Senegal.

O verbo uolofe pode variar a depender do aspecto. No entanto, a marcação (ou conjugação) dos verbos ao lidar com o aspecto verbal ocorre ao alternar a forma do pronome sujeito, e não ao flexionar o termo verbal, como é feito no português. Assim, as conjugações são universais, não variando a depender do verbo (diferentemente do português, em que há bastantes verbos irregulares). Chama-se isso de conjugação pronominal ou conjugação verbo-pronominal.
Todas as sentenças variam em aspecto em dois diferentes planos: perfectividade e continuidade. Aquelas no estado perfeito têm suas ações com desfecho claro, enquanto aqueles no estado imperfeito tem desfecho obtuso ou incerto. Ademais, variam também sob perspectivas enfáticas, para alternar o foco da sentença a depender do desejado pelo locutor. Todos os pronomes variam em perfeito e imperfeito, enquanto as outras características são opcionais (têm formas padrão inexpressas).
Há três tipos de flexões pronominais no uolofe:
1. A flexão padrão, quando não há variação de continuidade ou do foco frasal. É chamada de forma neutra;
2. As flexões aspectuais, em que há uma variação na continuidade ou em outra característica temporal do verbo. São duas:
  - Forma terminativa: enquanto verbos significativos recebem essa forma quando no passado, verbos de estado recebem ela no presente;
  - Forma situacional: indica uma continuidade da ação durante um período de tempo, além de poder variar em perfectividade; e
3. As flexões estruturais, em que um dos constiuintes é enfatizado. São três:
  - Forma subjetiva: enfatiza o sujeito;
  - Forma processiva: enfatiza o verbo; e
  - Forma objetiva: enfatiza o objeto.[42]

Seguem as conjugações dos pronomes em todas as suas formas, quanto ao aspecto:
| Flexão padrão  | Flexão padrão | Flexão padrão | Flexões aspectuais | Flexões aspectuais | Flexões aspectuais | Flexões aspectuais | Flexões estruturais | Flexões estruturais | Flexões estruturais | Flexões estruturais | Flexões estruturais | Flexões estruturais |
|                | Forma neutra  | Forma neutra  | Forma terminativa  | Forma terminativa  | Forma situacional  | Forma situacional  | Forma subjetiva     | Forma subjetiva     | Forma processiva    | Forma processiva    | Forma objetiva      | Forma objetiva      |
| Perfeito       | Imperfeito    | Perfeito      | Imperfeito         | Perfeito           | Imperfeito         | Perfeito           | Imperfeito          | Perfeito            | Imperfeito          | Perfeito            | Imperfeito          |                     |
| -------------- | ------------- | ------------- | ------------------ | ------------------ | ------------------ | ------------------ | ------------------- | ------------------- | ------------------- | ------------------- | ------------------- | ------------------- |
| 1a p. singular | ma            | may           | naa                | dinaa              | maa ngi            | maa ngiy           | maa                 | maay                | dama                | damay               | laa                 | laay                |
| 2a p. singular | nga           | ngay          | nga                | dinga              | yaa ngi            | yaa ngiy           | yaa                 | yaay                | danga               | dangay              | nga                 | ngay                |
| 3a p. singular | mu            | muy           | na                 | dina               | mu ngi             | mu ngiy            | moo                 | mooy                | dafa                | dafay               | la                  | lay                 |
| 1a p. plural   | nu            | nuy           | nanu               | dinanu             | nu ngi             | nu ngiy            | noo                 | nooy                | danu                | danuy               | lanu                | lanuy               |
| 2a p. plural   | ngeen         | ngeen di      | ngeen              | dingeen            | yéena ngi          | yéena ngiy         | yéena               | yéenay              | dangeen             | dangeen di          | ngeen               | ngeen di            |
| 3a p. plural   | ñu            | ñuy           | nañu               | dinañu             | ñu ngi             | ñu ngiy            | ñoo                 | ñooy                | dañu                | dañuy               | lañu                | lañuy               |

Vale destacar que a forma neutra é equivalente à forma "padrão" ou original do pronome sujeito. Ademais, vale destacar que a forma situacional também pode ser categorizada como flexão estrutural, por incluir a forma subjetiva. Ela também enfatiza o sujeito, além de indicar continuidade.
Os verbos uolofe não são marcados em relação à sua posição na linha temporal, ou seja, não são marcados para tempo. É por isso que variações aspectuais podem alterar o tempo percebido do verbo (como na forma terminativa), pois não há mecanismo gramatical direto para indicar o tempo. Para passar uma noção de tempo, os falantes baseiam-se na perfectividade, para entender, pelo contexto, onde a declaração se encontra no tempo.

### Classes nominais e determinantes
Todo substantivo no uolofe compõe uma das oito classes nominais do uolofe, recebendo artigos e inflexões diferentes a depender de sua classe. O marcador de classe ocorre sempre após o substantivo analisado, e pode ser interpretado também como artigo definido. Artigos indefinidos, em contrapartida, não apresentam distinção pelas classes nominais. Ademais, existe uma distinção entre os artigos singulares e plurais, que variam de formas diferentes aos artigos singulares. Há, ainda, outras adposições (preposições e posposições) que variam juntamente ao artigo, sempre pospostas.

#### Artigos
As oito classes nominais do uolofe são, juntas a seus artigos singulares e plurais:
| Nome da classe | Artigo singular | Artigo plural |
| -------------- | --------------- | ------------- |
| Classe b-      | bi              | yi ou ñi      |
| Classe g-      | gi              | yi ou ñi      |
| Classe s-      | si              | yi ou ñi      |
| Classe l-      | li              | yi ou ñi      |
| Classe m-      | mi              | yi ou ñi      |
| Classe w-      | wi              | yi ou ñi      |
| Classe j-      | ji              | yi ou ñi      |
| Classe k-      | ki              | yi ou ñi      |

A maior parte das distinções é fonética; palavras iniciadas com uma das consoantes primárias das classes tendem a receberem o artigo referente a essa classe. Por exemplo, palavras iniciadas com ⟨j⟩ tendem a pertencerem à classe j-. Ademais, há também distinções semânticas entre as classes. Algumas classes restritas, como a classe b-, a classe g- e a classe k- são as únicas em que termos referentes a seres humanos podem ser usados. Termos referentes a locais usualmente estão na classe g-, enquanto nomes de pessoas aparecem na classe m-.
Para indicar o plural, as classes convencionais não são empregadas. Há somente dois artigos: yi e ñi. Enquanto usa-se yi somente para seres não humanos, o plural ñi é empregado com humanos, salvo em raras exceções, em que essa relação é alternada. Por não possuir caráter morfológico, essas classes são suscetíveis a grande irregularidade, por não terem processos formais de categorização na língua. Dessa forma, mesmo que seja possível prever a classe de um termo de forma relativamente correta, não consegue-se ter absoluta certeza sem conhecer a língua, pois essa categorização é imprevisível, de caráter espontâneo.
Algumas palavras podem, ainda, mudar de sentido a depender da classe nominal que assumem. Assim, cada sentido específico de um conceito geral pode ser detalhado alternando somente o artigo empregado. O termo ndaw, por exemplo, traduzido usualmente como "juventude", pode assumir quatro significados específicos diferentes, a depender do artigo:
- ndaw gi: "a juventude", pertencente à classe g-, é a forma comumente aceita como geral para esse termo;
- ndaw li: "o mensageiro", pertencente à classe l-;
- ndaw ñi: "os jovens", emprega o plural ñi; e
- ndaw si: "a moça", pertencente à classe s-.

É desconhecido o mecanismo exato pelo qual associações como essa são feitas. No entanto, a recorrência de palavras com certa temática podem fazer os falantes associarem uma classe com uma caraterística, como a feminilidade, no caso da classe s-, por exemplo, que possui um número significativo de termos associados às mulheres.

#### Demonstrativos locativos e temporais
O uolofe possui uma série de termos para indicar distância (espacial ou temporal) e outras relações entre substantivos. Há dois principais casos: os demonstrativos locativos e os temporais, que descrevem as relações espaciais e temporais entre objetos no discurso. Para indicar a dicotomia entre proximidade e distância no uolofe, seja física ou cronológica, demonstrativos são empregados, sendo assimilados aos artigos definidos.
Para indicar-se a proximidade, emprega-se os sufixos -ii e -ile, que substituem as terminações convencionais dos artigos uolofes, enquanto, para indicar distância, emprega-se -ee e -ale. Vale destacar que esses sufixos estão, entre si, em variação livre, isso é, não há distinção de sentido entre os dois e ambos são usados de formas iguais. No entanto, há uma preferência pelos falantes de uolofe, que tendem a usar mais -ii e -ee. Seguem exemplos empregando a palavra ndaw si ("a moça"):
- ndaw si: "a moça";
- ndaw sii: (ou ndaw sile): "esta moça" (próxima ao falante); e
- ndaw see: (ou ndaw sale): "aquela moça" (distante do falante).[45]

Há, ainda, alguns demonstrativos empregados para retomar termos já mencionados anteriormente, ou que apareceram de alguma forma na transmissão da mensagem. São chamados de demonstrativos referenciais. Há dois tipos: demonstrativo referencial recente, que refere-se a fatos mencionados há pouco tempo na conversa, e o demonstrativo referencial remoto, referente a fatos distantes cronologicamente. Os sufixos para os demonstrativos recentes são -oogu e -oogule, enquanto os remotos são -ooga e -oogale. Estão, também, em variação livre, havendo uma preferência novamente pelas formas -oogu e -ooga, mais curtas. Seguem outros exemplos, também empregando ndaw si ("a moça"):
- ndaw si: "a moça";
- ndaw soogu (ou ndaw soogule): "esta moça" (mencionada há pouco); e
- ndaw sooga (ou ndaw soogale): "aquela moça" (mencionada há bastante tempo).[46]

### Possessivos
O uolofe distingue termos possessivos entre adjetivos possessivos, que são partículas acrescentadas ao substantivo,  e pronomes possessivos, que substituem o adjetivo por completo. Vale salientar que os chamados "pronomes possessivos" no português correspondem ao adjetivos possessivos uolofes, enquanto os pronomes possessivos uolofes não possuem correspondentes diretos na língua portuguesa. Há, ainda, as chamadas construções genitivas, que estabelecem relações de posse entre dois substantivos distintos. 

#### Adjetivos e pronomes possessivos
Os adjetivos possessivos são inseridos antes do verbos, e indicam as relações de posse que as palavras marcadas têm para com a pessoa gramatical indicada. Há somente uma exceção: a partícula para a 3a pessoa do singular, que é um sufixo adicionado ao radical possuído. A classificação desses termos como "adjetivos" emprega uma definição mais específica do termo "pronome", usando este somente para palavras que substituem um substantivo por completo. Assim, essa classificação aparenta errônea, mas ocorre por uma diferença acadêmica em categorizar as classes morfológicas. Os pronomes possessivos são formados ao adicionar sufixo -bos após o termo empregado para o adjetivo, omitindo assim o substantivo referente. No caso da 3a pessoa do singular, bos é que recebe o sufixo -am, referente a essa pessoa.
Seguem esses adjetivos e pronomes:
|                | Adjetivos poss. | Pronomes poss. |
| -------------- | --------------- | -------------- |
| 1a p. singular | sama            | samabos        |
| 2a p. singular | sa              | sabos          |
| 3a p. singular | -am             | bosam          |
| 1a p. plural   | sunu            | sunubos        |
| 2a p. plural   | seen            | seenboss       |
| 3a p. plural   | seen            | seenbos        |

Os adjetivos têm formas similares aos pronomes objetos, compartilhando, muitas vezes, as mesmas terminações. Compartilham, inclusive, a mesma irregularidade entre a 2a e a 3a pessoas do plural, que recebem o mesmo termo. Para evitar ambiguidades, os falantes empregam, novamente, o contexto e a coerência textual do discurso para tornar claro o uso desejado da palavra.  Os pronomes possessivos, no entanto quebram a ambiguidade entre a 2a e a 3a pessoas do plural, pois, na 2a pessoa do plural, a consoante ⟨s⟩ torna-se geminada, apresentando-se como ⟨ss⟩. Assim, é sempre possível distinguir as duas pessoas, pela diferença de duração da consoante final.

#### Construções genitivas

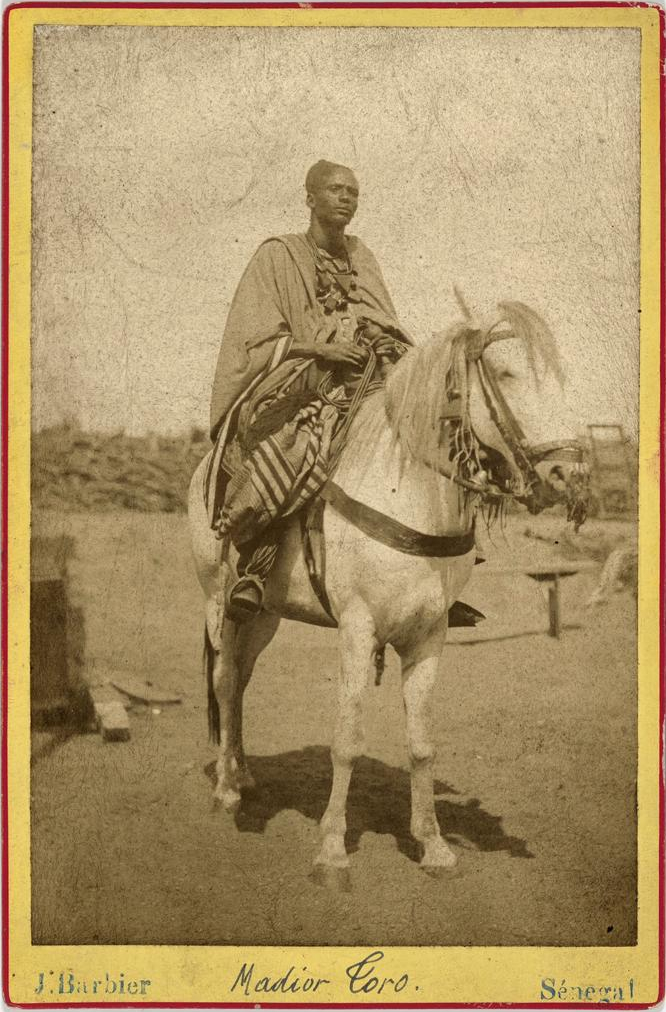
Cartão postal de um cavaleiro senegalês. Para dizer-se "o cavalo do homem" em uolofe, diz-se fasu góor gi.

As construções genitivas conectam substantivos a adjetivos, e podem fazer isso com sentidos bastantes distintos: indicando relações de quantidade, de distância, ou de posse, além de muitos outros. No entanto, o emprego mais comum dessa forma é para indicar a relação de posse entre dois substantivos. Marca-se essa construção com sufixos no termo possuído, enquanto o possessor não é marcado. Varia, ainda, a depender do número do possuído, e da terminação do substantivo. Seguem os sufixos genitivos no uolofe:
- -u, para palavras singulares terminadas por consoantes;
- -i, para palavras plurais terminadas por consoantes;
- ∅,[nota 5] para palavras singulares terminadas por vogais; e
- -y, para palavras plurais terminadas por vogais.[49]

Menciona-se o possuído antes do possessor, de forma similar à língua portuguesa. Seguem exemplos do uso desses quatros sufixos:
- këru Mbaye: "casa do Mbaye";
- këri Mbaye: "casas do Mbaye";
- loxo Mbaye: "braço do Mbaye"; e
- loxoy Mbaye: "braços do Mbaye".[49]

Pode-se entender, também, que os sufixos são sempre os mesmos (-u e -i), e que há transformações fonéticas quando esses sufixos são precedidos de vogais: -u sofre uma apócope, enquanto -i é transformado em semivogal, tornando-se -y, sendo essa a interpretação acadêmica mais comum.

### Sintaxe
Como o português, as sentenças no uolofe podem ser divididas entre períodos simples e períodos compostos, com maneiras distintas de formação, inflexão e ênfases ao longo do discurso. A sintaxe uolofe distingue, também, entre orações afirmativas, interrogativas, imperativas e exclamativas, de forma gramatical. As orações interrogativas e exclamativas, por exemplo, podem receber uma série de partículas diferentes, ou incluir, ainda, mudanças na entonação da última frase.
As frases no uolofe podem ser simples, transmitindo uma informação somente, ou complexas, transmitindo mais de uma informação. Há dois processos que tornam essas frases complexas: a coordenação, em que as sentenças não têm sentido recursivo obrigatório, isso é, podem existir independentemente, e a subordinação, em que uma oração depende em ser recursiva de outra, cumprindo papel sintático de outro termo. As frases simples seguem a estrutura sujeito-verbo-objeto, adequando-se ao alinhamento sintático básico da língua. Seguem alguns exemplos de declarações simples no uolofe e suas traduções:
- nooy jang: "eles estão estudando";
- moo ngiy jang Wolof ci Senegaal: "ela está estudando uolofe no Senegal"; e
- xanaa Falu jangale na Wolof?: "Falu ensinou uolofe?"[50]

Em contraste, as formas complexas incluem dois verbos, e expressam sentidos conjugados. Há uma série de conjunções que unem as formas complexas, tanto coordenativas como subordinativas (ou integrantes). Seguem exemplos:
| Conjunção | Tradução          | Tipo         |
| --------- | ----------------- | ------------ |
| wante     | mas               | coordenativa |
| walla     | ou                | coordenativa |
| te        | e                 | coordenativa |
| ndax      | sentidos diversos | ambas        |
| bu        | sentidos diversos | integrante   |
| su        | sentidos diversos | integrante   |
| ngir      | sentidos diversos | integrante   |

As conjunções integrantes, como no português, tem sentidos pouco definidos, e servem para conectar as frases, sem adicionar sempre grande valor semântico. No entanto, podem adicionar sentidos concessivos, de proporcionalidade ou até de conformidade. Já as coordenativas podem indicar  também a concessão, além da explicação, alternância ou simultaneidade. Vale detacar, também, que ndax pode ser classifcado como tanto coordenativo como integrante, por ser usado em ambas as sentenças, de forma semelhante ao "que" no português. A seguir, períodos compostos por coordenação e subordinação no uolofe, com suas conjunções destacadas, e suas traduções:
1. Por coordenação:
  - Mbaye jangalewul Wolof wante linguistic[nota 6] lay jangale: "Mbaye não ensina uolofe, mas (ele) ensina linguística."
  - samay xarit dañu bëgg xaalis te bëgguñu liggey: "Meus amigos querem dinheiro e eu não quero trabalhar."
  - dafay liggey lool ndax bëgg na jënd ab kër: "Ele (ela) está trabalhando muito porque ele (ela) quer comprar uma casa."
2. Por subordinação:
  - war naa liggey lool bu ma bëggee tekki ci sama dund: "Eu preciso trabalhar muito se eu quiser ter sucesso na vida."
  - dinaa jang Wolof lool ngir mëna wax taan ag nit ñi: "Vou estudar bastante o uolofe para poder falar com as pessoas."
  - bu ma sañoon adduna bi am jamm ndax ñepp begg ngir xale yepp mëna dund ci jamm: "Eu desejo que o mundo tenha paz, para que as pessoas sejam felizes e as crianças tenham paz."[50]

O uolofe, então, assemelha-se ao português, permitindo até sentenças com três verbos, como no último exemplo. Percebe-se, também, a fluidez de sentido das conjunções integrantes, enquanto as conjunções coordenativas têm sentidos mais firmes e definidos.

## Vocabulário

### Teranga(Hospitalidade)

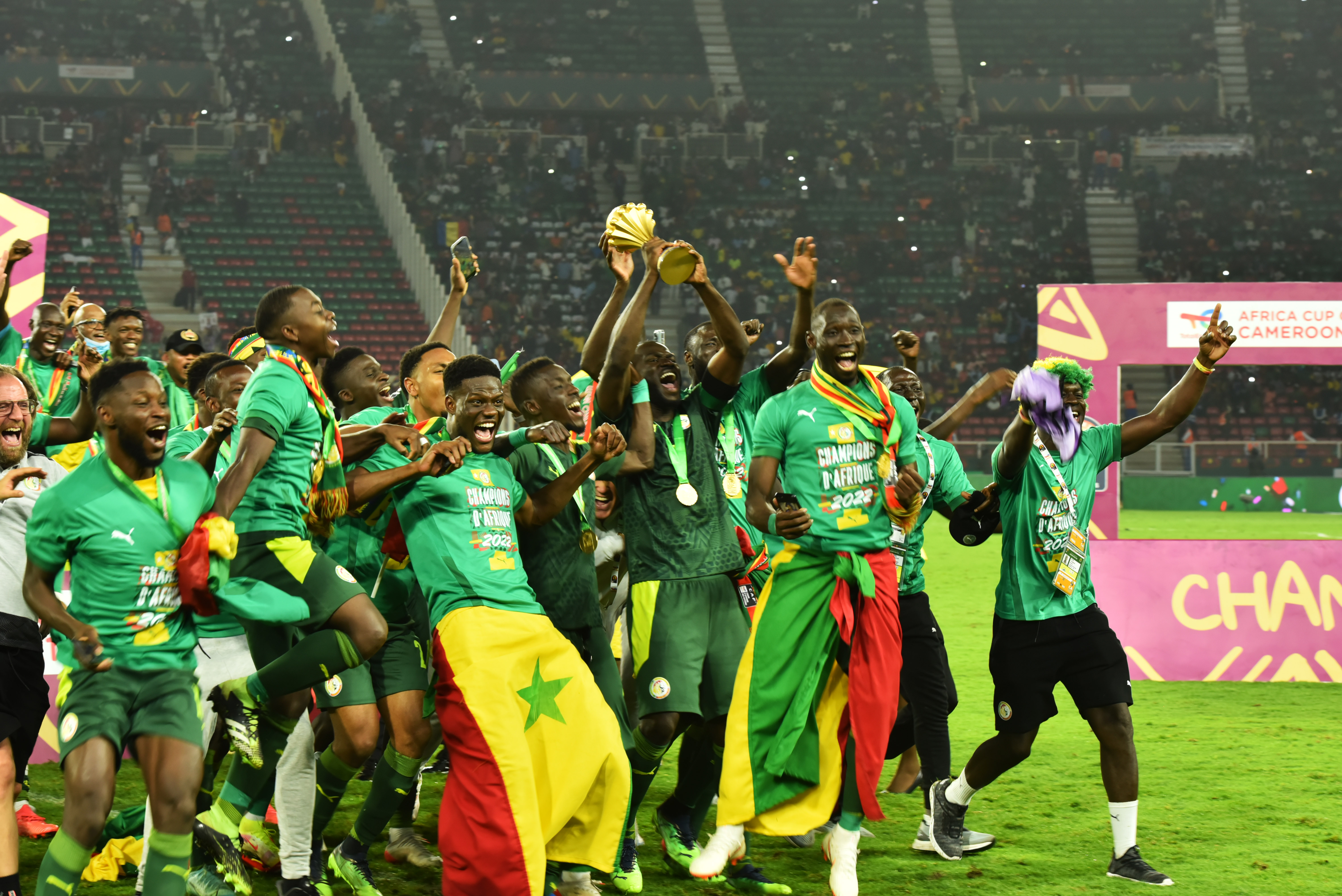
A seleção de futebol do Senegal, cujo lema é Teranga, após vencer o Egito na Copa Africana das Nações

Teranga é uma célebre palavra em uolofe, cujo significado é, como a palavra "saudade" no português, considerado impossível de traduzir para outras línguas, por simbolizar o espírito tipicamente senegalês de generosidade, hospitalidade e acolhimento do estrangeiro e do visitante. É traduzida de forma mais comum como "hospitalidade".
Os senegaleses orgulham-se dessa hospitalidade, declarando que uma das principais diferenças entre eles e seus vizinhos é teranga, a generosidade e abertura para com estrangeiros. Ademais, isso é reforçado pela seleção de futebol senegalesa, que tornou o termo seu lema, afim de espalhar e reforçar a identidade de generosidade dessa nação.
Existe um texto muito famoso, de mesmo nome, que descreve o significado e a importância dessa palavra e dessa cultura de generosidade para o povo uolofe e senegalês como um todo. Seguem trechos desse texto:
| Teranga (Hospitalidade)                                                                                            | Teranga (Hospitalidade)                                                                                     |
| Texto original | Tradução |
| --- | --- |
| "Teranga" nekk na baat bu siu ci réewu Senegaal                                                                    | "Teranga" é uma palavra famosa no Senegal.                                                                  |
| Gan dañu ko wara teral lool, ndax ñu nibbee, mu mëna nettali lu baax ci réew mi                                    | Um estrangeiro deve ser bem tratado, para que, ao voltar à sua terra, conte aos outros o que é bom no país. |
| Ci Senegaal, ñépp maase nañu and ci ne teral gan melokaanu waa-réew mi la.                                         | No Senegal, todos concordam que tratar o estrangeiro bem é uma característica das pessoas do país.          |
| Kon, teral gan bokk na ci warugali bépp doomu Senegaal.                                                            | Portanto, tratar bem os estrangeiros é dever de todas as crianças.                                          |
| Boo yeggee Senegaal, te nga nekk gan, baat bu ngay njëkka deeg mooy "teranga"                                      | Se você chegar ao Senegal, e for um estrangeiro, a primeira palavra que ouvirá é "teranga".                 |
| Teranga moo wutale Senegaal ag yeneen réew yu ko seq.                                                              | "Teranga" diferencia o Senegal de outros países ao seu redor.                                               |
| Maanaam, fu la añ walla réer fekk ci Senegaal dinga lekk ba regg ndax baatu "teranga".                             | Por exemplo, quando é hora de almoçar ou jantar, você come até estar cheio, pois isso é "teranga".          |
| Waaye, boo demee ci réew yu jene Senegaal kén du la tal boo nekkee gan.                                            | Contudo, se você for aos países próximos ao Senegal, ninguém te acolherá se for estrangeiro.                |
| Kon mën naa wax ne teranga bokk na ci cosaanu Senegaal te itam moo wutale réewu Senegaal ag Yeneen réew yu ko seq. | Assim, "teranga" é parte da cultura senegalesa e também diferencia o Senegal dos países ao seu redor.       |

### Poemas em uolofe
Junto à extensa tradição oral do uolofe, a cultura poética é muito difundida e extremamente rica. Seguem dois poemas na língua:
| Poema a uma jovem menina | Poema a uma jovem menina | As dunas marinhas                                                                                          | As dunas marinhas |
| Poema | Tradução | Poema | Tradução |
| --- | --- | --- | --- |
| Ci teen bii Laa là jëme Kaay déglu sa baat Su li xóot Nee selaw Muur lëndëm fu sore Danaa la wommat Xam naa xeeru geej Wu gill dul wacc So toogee ma toog Daañu dëj callweer | Do fundo desses poços Do qual não emerge um reflexo Você virá e explorará sua voz. Investiremos o silêncio. E, se o vazio engole O preto escuro, profundo, Eu vou te guiar À mão distante. Eu conheço uma costa Atormentada pelas ondas Vamos domar o vento lá. | Suufës beeñ du Bammeel Armeelu Marmu yaa Daf di junni cosaan Dundub ruu Ci biir suuf Askan wu yaggla namp. | Dunas marinhas não são sepulturas Nossos cemitérios ficam à beira do lago. A sombra aqui tem mil anos E as fontes onde eles vêm beber Nossos mortos, Cavar covas centenárias. |

### Exemplos de frases cotidianas
Seguem exemplos de vocabulário cotidiano uolofe:
| Uolofe                                                   | Português                                       |
| -------------------------------------------------------- | ----------------------------------------------- |
| Salaamaalekum! Resposta: Maalekum salaam!.               | Olá! Resposta: Olá!                             |
| Naka nga def?                                            | Como vai? / Como você está? Resposta: Estou bem |
| Naka mu? Resposta: Maa ngi fii                           | E aí? Resposta: Tudo bem                        |
| Naka mu demee? Resposta: Mu ngi dox                      | Como vão as coisas? Resposta: Bem               |
| Lu bees? Resposta: Dara (beesul)                         | O que há de novo Resposta: Nada (de novo)       |
| Ba beneen.                                               | Vejo você em breve                              |
| Jërëjëf                                                  | Obrigado                                        |
| Waaw                                                     | Sim                                             |
| Déedéet                                                  | Não                                             |
| Ana ...?                                                 | Onde está ...?                                  |
| Noo tudd? / Naka nga tudd? Resposta: Maa ngi tudd(a) ... | Qual é seu nome? Resposta: Meu nome é ....      |

### Numerais

#### Cardinais
A numeração uolofe é de base 10 e sub-base 5, isso é, os números até o cinco possuem morfemas próprios, e, depois desses, há uma formação morfológica maior. No caso do uolofe, junta-se o termo juróom ("cinco") ao numeral que deseja-se adicionar. A título de exemplificação, para formar "sete", une-se juróom a ñaar, que significa "dois", formando juróom-ñaar. Para formar número em dezenas, diz-se o número fukk ("dez"), sucedido da partícula ak e do número que deseja-se adicionar.
| Numeral | Termo        | Numeral | Termo           |
| ------- | ------------ | ------- | --------------- |
| 0       | tus          | 11      | fukk ak benn    |
| 1       | benn         | 12      | fukk ak ñaar    |
| 2       | ñaar         | 20      | ñaar-fukk       |
| 3       | ñett         | 30      | ñett-fukk       |
| 4       | ñeent        | 40      | ñeent-fukk      |
| 5       | juróom       | 50      | juróom-fukk     |
| 6       | juróom-benn  | 100     | téeméer         |
| 7       | juróom-ñaar  | 200     | ñaari téeméer   |
| 8       | juróom-ñett  | 500     | juróomi téeméer |
| 9       | juróom-ñeent | 1000    | junni           |
| 10      | fukk         | 1000000 | tamndareet      |

#### Ordinais
Os ordinais são formados pela terminação –éelu posposta ao numeral cardinal. Por exemplo, sendo ñaar o número dois, ñaaréelu significa "segundo". Há uma exceção somente: o termo para ”primeiro” é bu njëk, ao invés do termo formado com a terminação, que seria neenéelu.
| Numerais | Termo            |
| -------- | ---------------- |
| 1°       | bu njëk          |
| 2°       | ñaaréelu         |
| 3°       | ñettéelu         |
| 4°       | ñeentéelu        |
| 5°       | juróoméelu       |
| 6°       | juróom-bennéelu  |
| 7°       | juróom-ñaaréelu  |
| 8°       | juróom-ñettéelu  |
| 9°       | juróom-ñeentéelu |
| 10°      | fukkéelu         |

## Menções
7 Seconds foi uma das músicas mais tocadas de 1994, composta e interpretada por Youssou N'Dour e Neneh Cherry. Em alguns trechos, N'Dour canta no idioma uolofe.